# تبریک (فیلم ۲۰۱۸)
تبریک (به هندی: Badhaai Ho) یا مبارک باشه فیلمی محصول سال ۲۰۱۸ و به کارگردانی آمیت شارما است. در این فیلم بازیگرانی همچون آیوشمان کورانا، نینا گوپتا، گاجراج رائو، سورکا سیکری، سانیا مالهوترا و شارودهول رانا ایفای نقش کرده‌اند.